# Ghana Post
Ghana Post Company Limited, alias Ghana Post est l’opérateur public responsable du service postal au Ghana.

## Réglementation
La séparation des postes et télécommunications est décrétée en 1993, la société postale est nommée Ghana Post Company Limited (Société des services postaux du Ghana), habilitée par la Loi 505 0 de 1995. La Société a ensuite été constituée en vertu du Code des sociétés (Loi 179) en 1995.

## Activités
Ghana Post est autorisé à mener ses activités visant à fournir les services suivants :
- livraison de lettres et de colis;
- services financiers et transferts de fonds;
- services d'agence;
- services de messagerie;
- philatélie;
- services de comptoir.